# Igreja de Notre-Dame la Grande de Poitiers

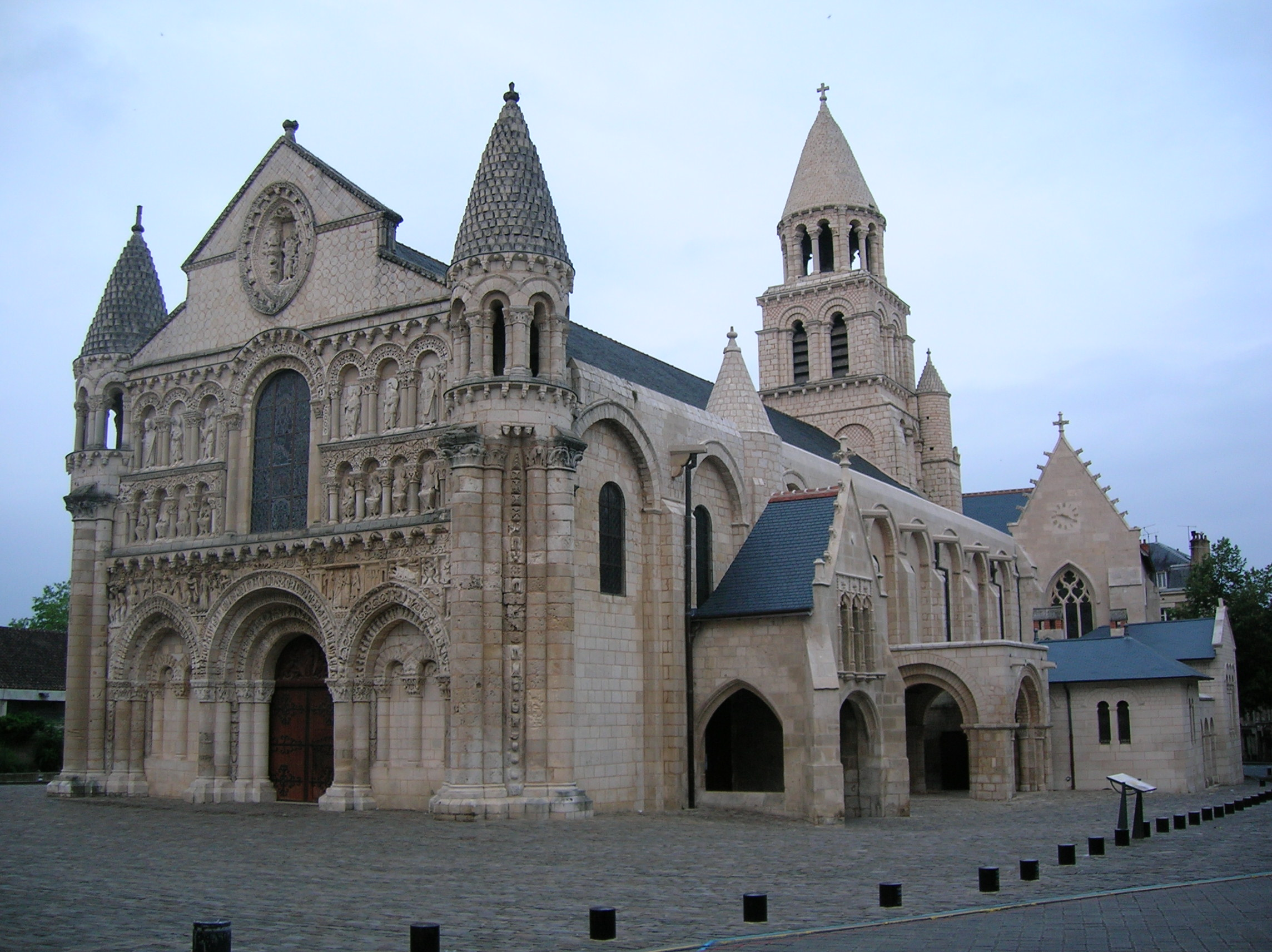
Igreja de Nossa Senhora a Maior, em Poitiers.

A Igreja Notre-Dame la Grande de Poitiers é uma igreja de estilo românico localizada em Poitiers, na França. Sua fachada esculpida é considerada uma obra-prima unanimemente reconhecida da arte religiosa deste período.

## Arquitetura
A igreja foi construída em 1140, com pedra calcária branca. É uma igreja típica do estilo românico.

### Fachada
Sua fachada, esculpida no século XII quando a imagem era uma coisa rara, se lê justamente como um livro de imagens, permitia ler o mensagem cristão. Toda a fachada tem estátuas e escenas del Antigo y el Novo Testamento que sobretudo fazem referência à Virgem. Duas pilastras coroadas por edículas em forma de pinhas ladeiam a fachada. O friso por cima das arquivoltas, que são arcos por cima dos pórticos das igrejas românicas, conta a historia da Bíblia desde o pecado original com Adão e Eva até o nascimento do Cristo. O segundo nível apresenta duas filas de quatorze arcadas que abrigam as figuras dos doze Apóstolos. Estão ao lado do grande vitrô central. Na parte superior, dois bispos (évêques) completam o conjunto : parecem ser São Hilaire e São Martin, os dois primeiros evangelizadores da região.
Na mandorla, que está no frontão, está um Cristo que domina o conjunto. Marcas de policromia encontradas durante a restauração entre 1992 e 1994 permitem afirmar que durante a Idade Média a fachada era pintada. Por isso, cada ano, pelas noites de verão e pelas noites durante as férias de Natal em dezembro, há policromias artificiais com projetores.

### Interior
O interior do edifício também é típico do estilo românico: é uma construção de paredes maciças com pilares que sustentavam arcos redondos. No interior há janelas pequenas, é um interior pouco iluminado e com uma predominância das linhas horizontais. Ainda há pinturas no interior da igreja.
Uma nave central com abóbadas de pedra, com "arc-doubleaux" que são arcos perpendiculares ao eixo da abóbada, apoiados sobre ao lado interno das paredes. São "arc-doubleaux" porque duplicam à abóbada.
Na Igreja Notre-Dame, os "collatéraux", lados laterais, têm abóbadas em arestas, isso é tipicamente da região de Poitiers.
Só a parede lateral sul conserva pequenas janelas românicas, porque capelas funerárias privadas dos séculos XV e XVI modificaram a parede norte. Se vê nas fotografias do interior da igreja que há luz só do lado sul.
Grandes colunas com capiteis coríntios rodeiam o coro realçado, edificado sobre uma cripta.
Há uma abóbada em "cul-de four", assim se chama uma abóbada em forma de quarto de esfera. A abóbada em "cul-de-four' da abside (parte que termina o coro) conserva afrescos do século XI: um Cristo e a Virgem com o menino, rodeados por santos.

## A lenda
A lenda de Notre-Dame-das-chaves : guarda de Poitiers
Em 1200, os Ingleses sitiam Poitiers e graças a um traidor querem obter as chaves da Cidade. As chaves desaparecem. O alcaide vai rezar na Igreja Notre-Dame e vê que a estátua da Virgem tem as chaves.
A lenda diz que os soldados ingleses viram uma aparição : uma mulher que tinha um menino, rodeada com um bispo e uma freira, subtraiu as chaves aos Ingleses.
Os Ingleses  mataram um ao outro. Os habitantes de Poitiers reconheceram a intervenção da Virgem, de Santa-Radegonde e de Santo-Hilaire.
A estátua no coro recorda esta lenda e o apego dos Poitevins a Notre-Dame-das-chaves

## Galeria

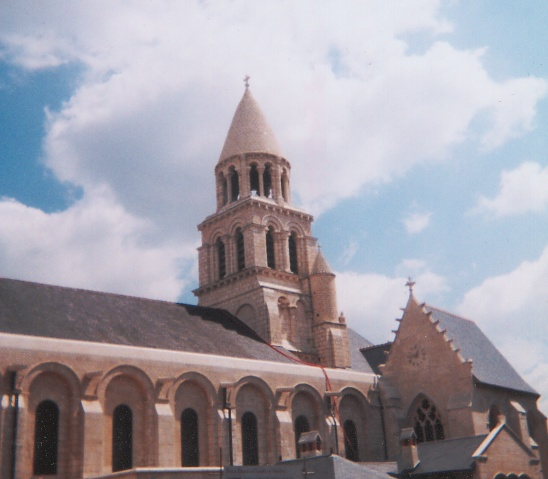
Detalhe exterior da igreja
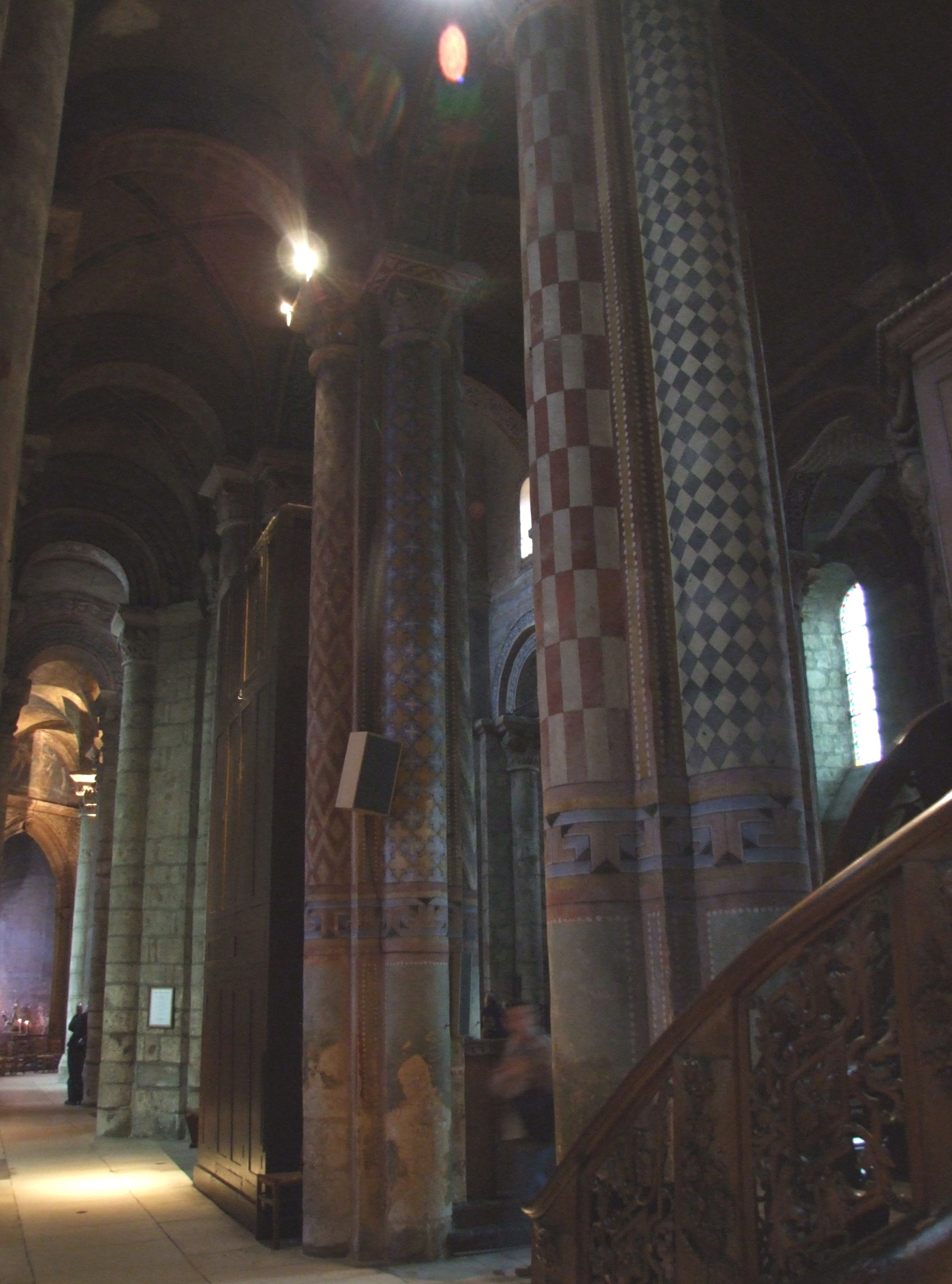
Detalhe do interior
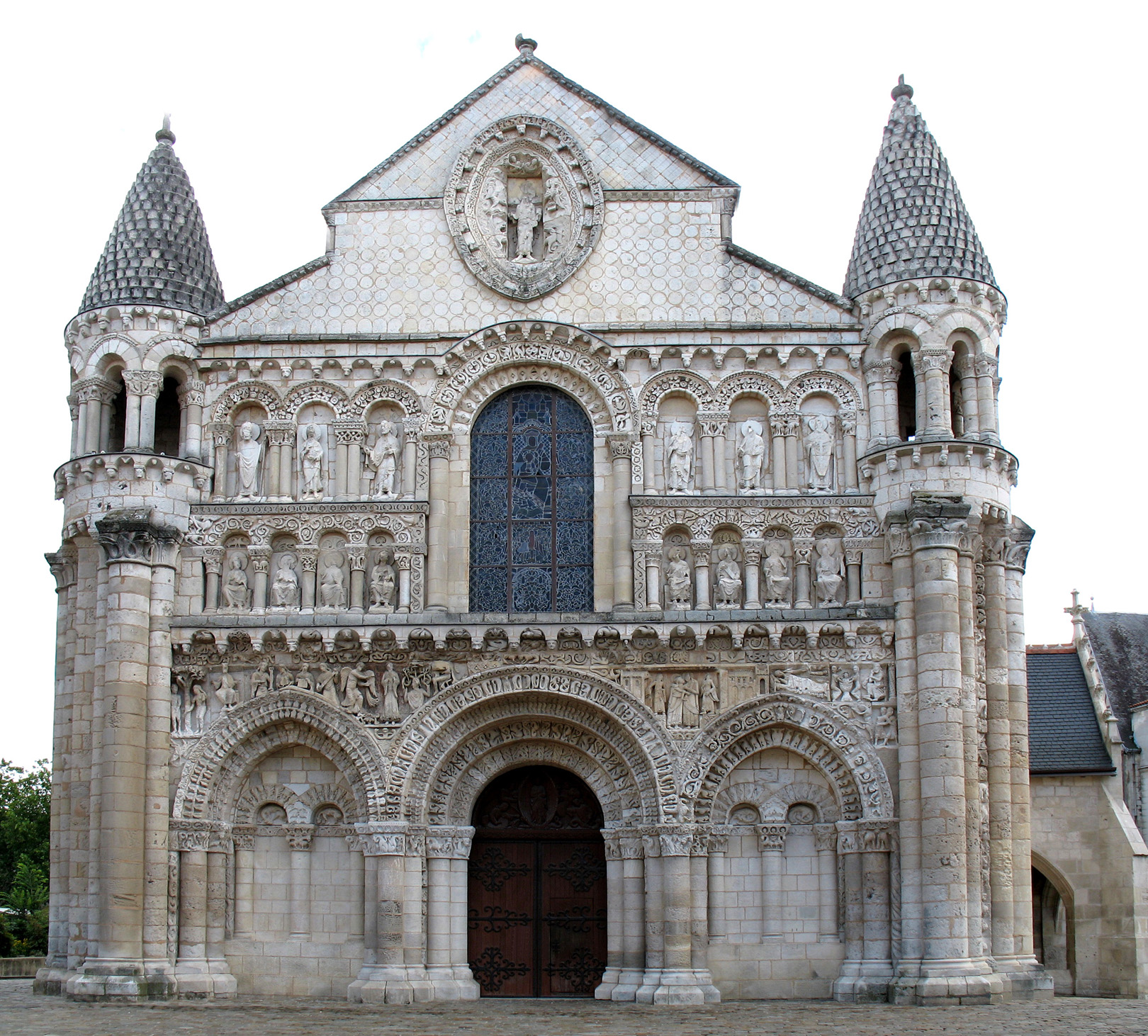
Vista frontal
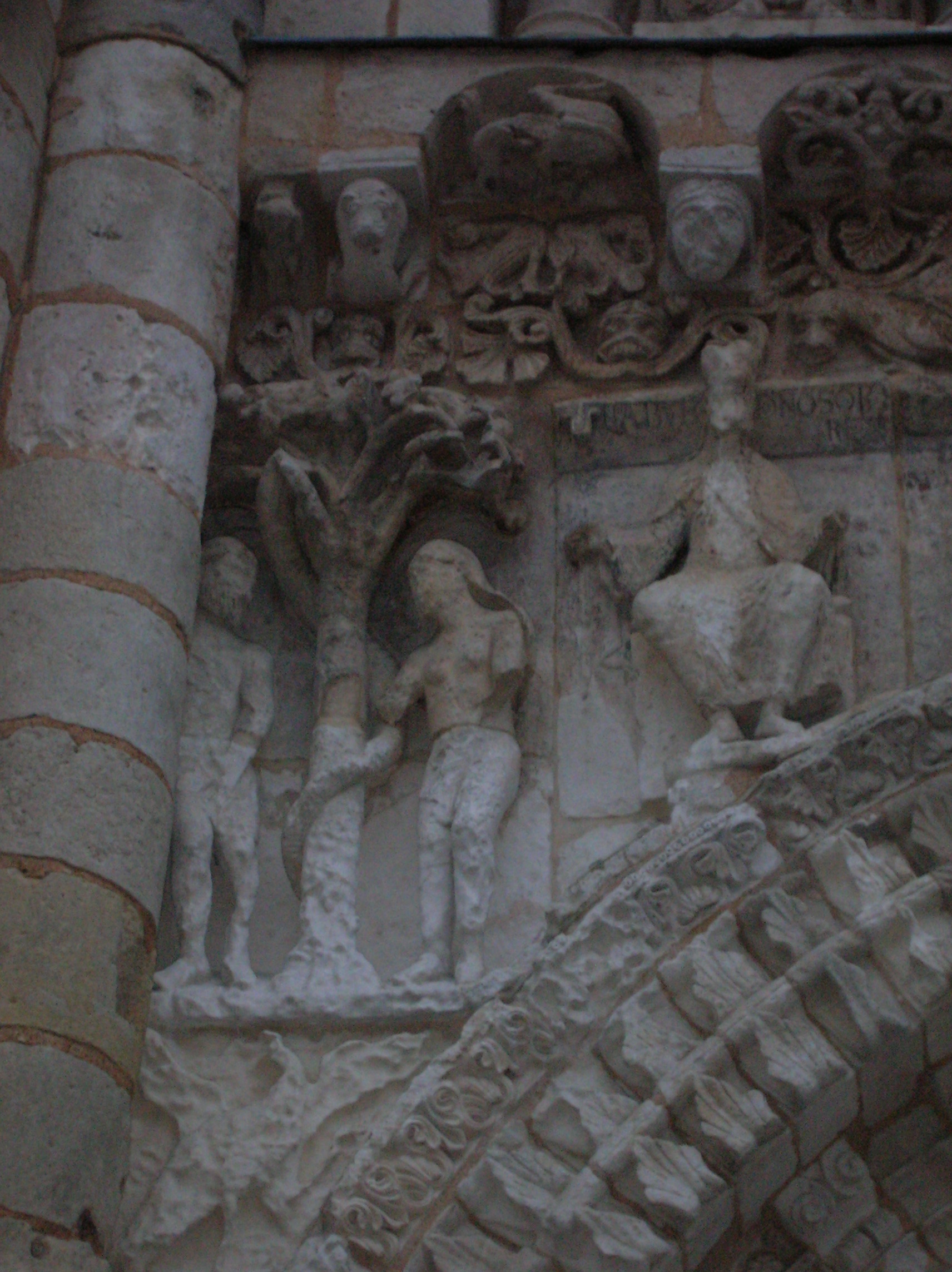
Detalhe da frisa, com Adão e Eva à esquerda